# RKCサタデースペシャル
『RKCサタデースペシャル』（アールケーシーサタデースペシャル）は、高知放送が毎週土曜日の午後に編成していた単発特別番組枠である。

## 概要
元々フジテレビ系列・テレビ朝日系列・テレビ東京系列が無かった高知県で他系列のスペシャル番組を放送する際にこのタイトルを付けて放送していた。このうちフジテレビ系列の番組については、高知さんさんテレビ開局を前にした1996年9月をもってこの枠での放送は無くなっている。

## 放送された番組
本枠に限ったことではないが、放送される番組によっては、番組内で「この番組は○月○日に☆☆（制作局）で放送したものです。」というテロップが挿入されていた。
- 笑っていいとも!増刊号 - 同時ネットになる以前にはこの枠で流動的に時差放送されていたが、同時ネットへの昇格後には11:25に飛び降りていた。
- ドラえもん - レギュラー放送は原則平日夕方に放送されていたが、放送枠の都合から特番などは本枠で放送されることがあった。
  - 秋だ!一番ドラえもん祭り（1987年 - ） - 放送された作品は『ドラえもん のび太と竜の騎士』『ドラえもん のび太の日本誕生』など。ほとんどの作品が正午12:00開始である。劇場版に関しては『ドラえもん のび太と夢幻三剣士』以降14:00開始となる。
  - 大晦日だよ!ドラえもん
  - クリスマスだよ!ドラえもん
- 土曜ワイド劇場
- 日曜洋画劇場
- クイズタイムショックスペシャル
- 大胆MAP
- ほか

## その他
初期においては、オープニングの映像に「RKCサタディスペシャル1（または2）」と書かれた静止画を使用。エンディングには「RKCサタディスペシャル1（または2） 終」と書かれた静止画を使用していた。
1992年頃からは、紳士姿の人形が回っているときにタイトルが出るようになった。エンディングは上からの映像で「RKCサタディスペシャル1（または2） 終」だった。
地上デジタル放送が開始された2006年頃からは、高知放送のマスコットキャラクターの「パタロウくん」が歩いていて、彼が空を見上げるとタイトルが出るようになった。エンディングの映像は「終」から「END」に変更された。